# Fiat 8V
Fiat 8V är en sportbil, tillverkad av den italienska biltillverkaren Fiat mellan 1952 och 1954.
På Genèvesalongen 1952 presenterade Fiat en avancerad sportbil kallad 8V. Bilen var aldrig avsedd för massproduktion utan snarare som reklampelare för företagets kunnande. Motorn var en liten V8 med den udda vinkeln 70º mellan cylinderbankarna. Tidiga bilar hade fyrväxlad växellåda men senare infördes en femväxlad variant. Bilen hade individuell hjulupphängning runt om.
Huvuddelen av bilarna hade Fiats egen kaross, men även Ghia och Zagato byggde några exemplar.
Totalt tillverkades inte fler än 114 bilar under två år.